# Einars Repše
Einars Repše (Jelgava, 9 dicembre 1961) è un politico lettone, Primo ministro della Lettonia tre il 2002 e il 2004.

## Onorificenze
Premio Quadriga, 2003, con Jean-Claude Juncker